# Gömd trattkaktus
Gömd trattkaktus (Eriosyce recondita) är en art inom trattkaktussläktet och familjen kaktusväxter, som har sin naturliga utbredning i Chile.

## Beskrivning
Gömd trattkaktus är en tillplattat klotformad kaktus som ibland bildar tuvor, och blir 2,5 till 4,5 centimeter i diameter. Den är uppdelad i 10 till 12 åsar som blir 5 millimeter höga och är tydligt uppdelade i vårtor. Längs åsarna sitter styva nållika svarta taggar. Taggarna består av 1 till 2 centraltaggar som blir från 10 till 15 millimeter långa. Runt dessa sitter 6 till 10 radiärtaggar som blir från 5 till 10 millimeter långa. Den har även en tjock pålrot med en något smalare rothals. Blommorna blir 3,5 till 4,5 centimeter långa och 2,5 till 3,5 centimeter i diameter. Blommorna är vita eller gulaktiga med en antydan av rött på utsidan av kronbladen. Frukten är karminröd till brunröd när den mognat.

## Synonymer
- Pyrrhocactus reconditus F.Ritter 1962
- Neochilenia recondita (F.Ritter) Backeb. 1963
- Neoporteria recondita (F.Ritter) Donald & G.D.Rowley 1966
- Reicheocactus floribundus Backeb. 1962, ogiltigt publicerad
- Pyrrhocactus floribundus Backeb. (Backeb.) F.Ritter 1980, ogiltigt publicerad
- Pyrrhocactus residues F.Ritter & Buin. 1963
- Neochilenia residua (F.Ritter & Buin.) Backeb. 1963
- Neoporteria residua (F.Ritter & Buin.) Donald & G.D.Rowley 1966
- Pyrrhocactus saxifrages F.Ritter 1980
- Pyrrhocactus vexatus F.Ritter 1980

- E. recondita ssp. iquiquensis (F.Ritter) Katt. → E. iquiquensis